# Swift (język programowania LLVM)
Swift – język programowania stosowany na urządzeniach z systemami macOS, iOS, iPadOS, watchOS, tvOS, Linux oraz Windows (wersja 5.3), stworzony przez Apple Inc. Zaprezentowany po raz pierwszy podczas Worldwide Developers Conference 2 czerwca 2014. Język jest następcą Objective-C. Swift zaprojektowany został do współpracy z frameworkami Cocoa, Cocoa Touch oraz rozległą bazą kodu napisanego w Objective-C na potrzeby produktów Apple. Jest on zbudowany w oparciu o otwartoźródłowy kompilator LLVM i jest dołączany do środowiska programistycznego Xcode od wersji 6.
Język pozwala na tworzenie domknięć (tzw. closures), iteratorów, interfejsów tj. protokołów, programowanie uogólnione, korzystanie z krotek (tzw. tuples) jako struktur danych oraz wyników działania funkcji, korzystanie z Typów Optional, czyli ze zmiennych mogących przyjmować wartość nil (odpowiednik null), oraz umożliwia wywoływanie funkcji wyższego rzędu (takich jak map, reduce).
Język pozwala na odróżnienie danych, do których programista odwołuje się przez referencję, w postaci typowych instancji klas, oraz danych, do których programista odwołuje się przez wartość, przechowywanych w postaci  rekordów (ang. struct), które jednak w odróżnieniu od języka programowania C mogą mieć swoje metody i dzięki temu można opisać ich zachowanie.